# Mary Haas
Pour les articles homonymes, voir Haas.
Mary Rosamund Haas, née le 12 janvier 1910 à Richmond, en Indiana, et décédée le 17 mai 1996, est une linguiste américaine qui s'est spécialisée dans les langues indigènes de l'Amérique du Nord, le thaï et la linguistique comparée.

## Jeunesse
Mary Haas fait ses études secondaires à Richmond, en Indiana, puis fréquente l'Earlham College.

## Premiers travaux de linguistique
À l'université de Chicago, Haas réalise une maîtrise en linguistique comparée. Elle y commence à étudier sous la direction d'Edward Sapir, qu'elle suivra lorsqu'il passera à l'université Yale. Elle entame alors une longue carrière en linguistique en menant pendant l'été des recherches linguistiques sur le terrain. De 1931 à 1941, elle se penche notamment sur le nitinaht, le tunica, le natchez, le muscogee (ou creek), le koasati, le choctaw, l'alabama et le hitchiti. Sa première publication, A Visit to the Other World, a Nitinat Text, écrite avec la collaboration de Morris Swadesh, avec qui elle sera mariée quelque temps, remonte à 1933.
En 1935, à 25 ans, Haas obtient son doctorat en linguistique de Yale en soutenant une thèse intitulée A Grammar of the Tunica Language (le tunica est une langue qui était jadis parlée dans la Louisiane actuelle). Pour y parvenir, elle a travaillé avec la dernière personne qui parlait alors encore couramment le tunica, Sesostrie Youchigant, qui lui a permis de produire une riche documentation sur cette langue, y compris des vocabulaires.
Peu après, elle travaille avec les deux derniers locuteurs du natchez en Oklahoma, Watt Sam et Nancy Raven, et prend un grand nombre de notes inédites, qui constituent la source d'information la plus sûre sur cette langue. Elle enchaîne ensuite par une vaste étude du muscogee sur le terrain et devient ainsi la première linguiste moderne à recueillir un si grand nombre de textes dans cette langue. La majeure partie de ses notes sur le natchez et le muscogee demeure inédite, mais commence à être utilisée par les linguistes d'aujourd'hui.

## Rôle dans l'enseignement
On a souvent mis à l'honneur l'investissement que Haas a porté tant dans l'enseignement de la linguistique que dans l'insistance sur le rôle joué par le linguiste dans l'enseignement des langues. Dans l'article nécrologique qu'il a écrit à son propos, son étudiant Karl V. Teeter (en) a fait remarquer qu'elle avait formé plus de linguistes américanistes que ses anciens professeurs Edward Sapir et Franz Boas réunis : elle avait supervisé les études de linguistique américaniste sur le terrain de plus de 100 doctorants. Elle a été fondatrice et directrice du Survey of California and Other Indian Languages (en) (relevé des langues amérindiennes de Californie). À ce titre, elle a dirigé près de 50 thèses, dont celles de nombreux linguistes qui allaient acquérir une certaine influence, parmi lesquels William Bright (en) (karuk), William Shipley (en) (maidu), Robert Oswalt (kashaya), Karl Teeter (wiyot), Margaret Langdon (kumeyaay), Sally McLendon (pomo oriental), Victor Golla (en) (hupa), Marc Okrand (mutsun), Kenneth Whistler (protowintun) et William Jacobsen (washo).

## Étude et enseignement du thaï
Pendant la Seconde Guerre mondiale, les Alliés considèrent l'étude et l'enseignement des langues de l'Asie du Sud-Est comme importants pour l'effort de guerre; aussi Haas élabore-t-elle à l'université de Californie à Berkeley, dans le cadre du programme de formation spécialisée de l'armée (en), un programme pour enseigner le thaï. Son dictionnaire thaï-anglais pour étudiants, publié en 1964, fait encore autorité aujourd'hui.
Haas fut nommée à un poste permanent du Département des langues orientales de l'université de Californie à Berkeley. Elle attribua sa nomination à Peter A. Boodberg (en) qui, selon elle, « devançait son époque par la façon dont il traitait les femmes universitaires : dans son esprit, l'intellectuel, qu'il soit homme ou femme, était un intellectuel ».
Elle assume la vice-présidence de la Linguistic Society of America (en) en 1956, puis en prend la présidence en 1963. Elle reçoit des doctorats honorifiques de l'université Northwestern en 1975, de l'université de Chicago en 1976, de l'Earlham College en 1980 et de l'université d'État de l'Ohio en 1980.
Elle meurt le 17 mai 1996 dans le comté d'Alameda, en Californie, à l'âge de 86 ans.